# Quintalada
Quintalada era uma forma de pagamento do pessoal das armadas da Índia no início do século XVI. O seu nome deriva de a pimenta ser acondicionada em sacos de quatro quintais. Fazia parte integrante do soldo e variava consoante o posto, sendo um privilégio dado pela Coroa ao pessoal que a servia na Índia.
Este privilégio consistia no direito concedido ao seu titular de poder transportar na armada, e negociar em Lisboa, uma quantidade de especiarias, cujo valor revertia a seu favor.